# Terranatos dolichopterus
Terranatos dolichopterus, es una especie de pez actinopeterigio de agua dulce, la única del género monotípico Terranatos, de la familia de los rivulines.
Se comercializan para su uso en acuariofilia, si bien se ha demostrado experimentalmente que son muy difíciles de mantener en acuario.

## Morfología
Con el cuerpo vistoso típico de la familia y pequeño tamaño, la longitud máxima descrita fue de 4 cm.

## Distribución y hábitat
Se distribuye por ríos de América del Sur, en ríos y estanques de la cuenca fluvial del río Orinoco, en Venezuela. Son peces de agua dulce tropical, de comportamiento demersal y no migratorio, que prefieren aguas de pH entre 6 y 6,5 y temperatura entre 20 °C y 25 °C,